# Astidamante il Vecchio
Astydamas il Vecchio, padre di Astidamante il Giovane (in greco antico: ?, Ἀστυδάμας ("Astydamas"); Atene, ... – ...; fl. IV secolo a.C.) è stato un drammaturgo greco antico; noto anche come Astydamas, Astydàmas, Astidamante.

## Biografia

### Premessa: frammentarietà e incertezze nelle fonti
L'omonimia tra gli Astydamas (Astidamante), la (relativa) vicinanza di epoca in cui vissero, il carattere frammentario di quanto tràdito, hanno creato parecchie sovrapposizioni e confusioni almeno tra i primi due drammaturghi dello stesso nome, sia nelle fonti antiche che, consequenzialmente, nelle moderne, oltre che una sequela, nel tempo, di proposte adeguate, ardite, o discutibili, ma comunque di rilevanza filologica.

### Una famiglia di eroi eprofessionistidel teatro
Nel lessico enciclopedico Suda sono menzionati due drammaturghi di nome Ἀστυδάμας (Astydamas), padre e figlio, distinti l'uno dall'indicazione «ὁ πρεσβύτης» (il Vecchio), l'altro da «ὁ νέος» (il Giovane).
Quanto al primo di essi, si legge: 

«Ἀστυδάμας, ὁ πρεσβύτης, υἱὸς Μορσίμου τοῦ Φιλοκλέους, τραγικῶν ἀμφοτέρων, Ἀθηναῖος, τραγικός. ἔγραψε τραγῳδίας σμ΄, ἐνίκησε ιε΄. ἀκροασάμενος δὲ ἦν Ἰσοκράτους καὶ ἐτράπη ἐπὶ τραγῳδίαν».

«Astidamante il vecchio, figlio di Morsimo [a sua volta figlio] di Filocle, entrambi poeti tragici; ateniese, tragediografo. Scrisse 240 tragedie, vinse 15 volte. Fu uditore di Isocrate e si volse alla tragedia».
La Suda testimonia da parte sua che l'interesse della tradizione antica è particolarmente orientato a rilevare che Astydamas afferisse alla famiglia di Eschilo, nella quale la τέχνη (téchne), arte e professione insieme, si era tramandata di padre in figlio: famiglia dunque fortemente connessa con il teatro e la drammaturgia.
Eschilo fu padre di Euforione, anch'egli tragediografo. 
Di Eschilo peraltro, guerriero e autore illustre, grazie al quale la tragedia greca assunse la propria formulazione più matura, sono noti altresì i nomi dei fratelli e della sorella: un suo fratello più giovane era quell'Ἀμεινίας (Ameinìas, Aminias), comandante di trireme che secondo Diodoro Siculo speronò la nave ammiraglia dei Persiani a Salamina, eliminando il comandante della flotta persiana, e diede così inizio alla battaglia; un altro fratello era Cinègiro (Κυναίγειρος: Kynàigeiros), che si era distinto nella battaglia di Maratona; Eschilo aveva inoltre una sorella di nome Φιλοπαθώ (Philopathò).

 Da quest'ultima (e da un Polypèithes), nacque il poeta tragico Φιλοκλῆς (Filocle) contemporaneo di Sofocle: noto, infatti, non di meno per aver scalzato dal primo posto nella competizione ateniese proprio l'Edipo re sofocleo; e da questi Μόρσιμος (Morsimo), anch'egli drammaturgo, padre di Astydamas.
Ancora da Suda, Philocles è citato per esser detto "Bile" o l'"Acre", per la sua asprezza, e quale autore di un centinaio di tragedie, tra cui «Erigone, Nauplios, Oedipus, Oineus, Priam, Penelope, Philoktetes». 
Ugualmente ne è attestato il figlio Morsimos (al quale la Suda dedica pure una voce), che fu drammaturgo ma assai meno quotato; spesso Morsimo compare inoltre in versi di Aristofane che ne beffeggiano e spregiano i lavori.

## Un "inedito" pubblico riconoscimento
Su Astydamas si sa che la prima rappresentazione di una sua tragedia avvenne nel secondo anno della Olimpiade 95, ossia nel 399 (o 398?) a.C.
Gli studiosi testimoniano incertezze su certe attribuzioni e datazioni, altresì rispecchiando l'enigmaticità della corrispondenza tra alcune notizie rispetto ad Astydamas "il Vecchio" o il figlio. Se, infatti, la prima rappresentazione ebbe una datazione così arretrata, e l'iscrizione paria e altre fonti menzionano "performance" anche nel 348, 342 e 341 (il Partenopeo infra citato), si invaliderebbe da un lato una delle testimonianze che fisserebbe il termine della sua vita a sessant'anni d'età e farebbe dedurre che la statua sia stata eretta in onore del tragediografo "padre" quando questi aveva 90 anni: se, appunto, non ci sia stata una commistione (e confusione) rispetto all'omonimo figlio.
Un'attestazione di certa rilevanza è riportata da Zenobio, sofista del tempo di Adriano che ricorda una particolare onorificenza concessagli (che sia identificato quale figlio di Morsimo è significativo):
Il nucleo fondamentale di quanto espresso da siffatta testimonianza ha incontrato l'interesse della ricerca, tale da fornire la possibilità agli studiosi di soffermarsi ad analizzarlo direttamente o indirettamente, nelle sue parti, e ad incrociare testimonianze analoghe, positive o denigratorie del personaggio che fossero, anche come punto d'incontro di diverse proposte filologiche. 
- Diogene Laerzio, nel suo Vite e dottrine dei filosofi illustri,[15] aveva tramandato disprezzo per l'insensatezza degli Ateniesi che avevano, poi pentendosene, secondo quanto dice Eraclide multato Omero per manifesta pazzia; avevano detto che Tirteo delirava: e avevano onorato con una statua di bronzo Astidamante a preferenza dei poeti della cerchia di Eschilo.[16][17]

Dagli studiosi tale affermazione di Diogene Laerzio viene interpretata variamente, a seconda, non di meno, di come la filologia sia intervenuta sul testo diogeniano.
- Pausania il lessicografo riporta una versione ulteriore di tale dato, nel ricordare che gli Ateniesi gratificarono Astydamas di una statua di bronzo da erigersi nel Teatro di Dioniso, quando con la sua tragedia Parthenopaeus ("Partenopèo"; la tragedia fu rappresentata in coppia con il suo "Licaone")[20] egli si aggiudicò la vittoria nella competizione teatrale tragica alle Grandi Dionisie del 340, anno che si evince dalle didascalie.[21][22]

In effetti Atene non era avvezza a dedicare statue ai drammaturghi, tanto meno se ancora in vita, quanto piuttosto a generali vittoriosi, politici, pubblici benefattori e atleti, ragion per cui un tale onore era nel complesso inconsueto.
Dello stesso Eschilo, per esempio, Pausania ricorda che la sua figura fosse visibile, quale guerriero di Maratona, in un quadro di Paneno (Πάναινος) posto nella Stoà Poikìle (ἡ ποικίλη στοά) mentre in seguito appunto gli fu, come nota Diogene, tributata un'effigie per i suoi meriti artistici ma solo dopo che «tale onore era già stato concesso ad Astydamas».
L'assegnazione di tale onorificenza a Astydamas sarebbe avvenuta nel 340.
È visibile alla modernità, su un blocco di marmo dell'Imetto che dovette formare il piedistallo della statua, una parte dell'iscrizione: «ASTY».
Secondo quanto nota il lessicografo Pausania, gli Ateniesi rifiutarono però di apporre sulla base della statua l'epigramma composto come iscrizione da Astydamas, che con notevole presunzione pretendeva di figurare a buon merito entro una sorta di "canone" dei tragediografi: tuttavia l'autenticità di tali versi è stata messa in dubbio.
Repertori enciclopedici e lessicografici riportano come tale circostanza, la sicumera e la vanteria di Astydamas, abbia dato vita al popolare detto che parrebbe afferire a un verso di Filemone comico, conservato come su anticipato in Zenobio, in Ateneo e in Suda (s.v. Σαυτὴν -Sautèn-): «Σαυτὴν ἐπαινεῖς ὥσπερ Ἀστυδάμας ποτέ» (Una possibile traduzione, ma si rilevi che Sautèn è femminile: «Esalti te stesso/te stessa -sautèn- come un tempo Astydamas»).
L'espressione proverbiale, anche grazie alla vivacità e longevità della forma epigrammatica, risulterà avere maggior fortuna nella tradizione rispetto persino alle opere stesse dell'autore, o degli autori, le cui fisionomie evoca, ritrovandosi anche come epigramma nell'Antologia greca.